# Cult of the Lamb
Cult of the Lamb (англ. Культ агнця) — відеогра 2022 року в жанрі roguelike, розроблена інді-студією Massive Monster і опублікована Devolver Digital. Проєкт було випущено 11 серпня 2022 року для Windows, macOS, Xbox One, Xbox Series X/S, Nintendo Switch, PlayStation 4 і PlayStation 5. Гра розповідає про одержимого ягняти, якого рятує від смерті богоподібний незнайомець на ім’я «Той, хто чекає», і він повинен повернути їхній борг, створивши вірних послідовників на його ім’я.
Cult of the Lamb отримала загалом позитивні відгуки від критиків після релізу, з похвалою, спрямованою на її ігровий процес та реіграбельність. Вона отримала три номінації на 19-ту церемонію вручення нагород Британської академії ігор, в тому числі за найкращу гру.

## Ігровий процес
Ігровий процес Cult of the Lamb ділиться на дві складові: управління культистським поселенням і забіги для боротьби з єретиками. 
Агнець може взаємодіяти зі своїми послідовниками. Щойно індоктринованим послідовникам можна обрати зовнішність та ім'я, вже наверненим дати завдання у поселенні, такі як збір ресурсів, будівництво споруд, поклоніння, прибирання, готування їжі, вирушення на допомогу гравцеві в забігу.
Кожен забіг починається з підняття зброї та прокляття. Зброя (кинджал, меч, молот, сокира, револьвер) є основним способом атаки ворога, а прокляття — додатковою підмогою в боротьбі. Також протягом забігу гравець може знайти посилення у вигляді карт таро у NPC-провісника або як нагороду за вбивство ворогів.